# Patrick Barr
Pour les articles homonymes, voir Barr.
Patrick Barr est un acteur britannique né le 13 février 1908 à Akola (Inde), mort le 29 août 1985 à Londres (Royaume-Uni).

## Filmographie
- 1932 : The Merry Men of Sherwood : Torturer
- 1933 : Meet My Sister : Bob Seymour
- 1934 : Irish Hearts : Dr Connellan
- 1935 : Gay Old Dog : Phillip
- 1936 : Wednesday's Luck : Jim Carfax
- 1936 : Midnight at Madame Tussauds : Gerry Melville
- 1936 : Les Mondes futurs (Things to Come) : World Transport Official
- 1936 : East Meets West : O'Flaherty
- 1937 : Incident in Shanghai : Pat Avon
- 1937 : The Show Goes On : Designer
- 1937 : The Cavalier of the Streets : The Cavalier
- 1937 : Return of the Scarlet Pimpernel : Lord Hastings
- 1938 : Marigold : Lt. Archie Forsyth
- 1938 : Sailing Along
- 1938 : Yellow Sands : Arthur Varwell
- 1938 : Star of the Circus : Truxa
- 1938 : Meet Mr. Penny : Clive Roberts
- 1938 : The Gaunt Stranger : Det. Insp. Alan Wembury
- 1938 : La Marraine de Charley (Charley's Aunt) (TV) : Jack Chesney (24th December version)
- 1939 : Let's Be Famous : Johnny Blake
- 1940 : The Case of the Frightened Lady : Richard Ferraby
- 1948 : Man on the Run : Detective at Cabby's Restaurant
- 1949 : The Blue Lagoon : Second Mate
- 1949 : Golden Arrow de Gordon Parry  : le mari de Hedy
- 1951 : To Have and to Hold : Brian
- 1951 : Julius Caesar (TV) : Brutus
- 1951 : De l'or en barres (The Lavender Hill Mob) : Divisional Detective Inspector
- 1952 : Murder at the Grange : Insp. John Morley
- 1952 : Murder at Scotland Yard : Insp. Morley
- 1952 : You're Only Young Twice : Sir Archibald Asher
- 1952 : A Ghost for Sale : Man
- 1952 : Death of an Angel : Robert Welling
- 1952 : King of the Underworld : Insp. Morley
- 1952 : Robin des Bois et ses joyeux compagnons (The Story of Robin Hood and His Merrie Men) de Ken Annakin : Roi Richard 1er
- 1953 : Portrait by Peko (TV)
- 1953 : Black Orchid : Vincent Humphries
- 1953 : Marin du roi (Single-Handed) : Capt. Tom Ashley, HMS 'Amesbury'
- 1953 : Les Vaincus (I Vinti) : Ken Wharton
- 1953 : The Teckman Biography (série télévisée) : Philip Chance
- 1953 : Escape by Night : Insp. Frampton
- 1954 : Gilbert Harding Speaking of Murder
- 1954 : Les Briseurs de barrages (The Dam Busters) : Capt. Joseph Summers, CBE
- 1954 : Time Is My Enemy : John Everton
- 1954 : The Intruder : Insp. Williams
- 1954 : Seagulls Over Sorrento : Cmdr. Sinclair
- 1954 : Duel dans la jungle (Duel in the Jungle) de George Marshall : Supt. Roberts
- 1954 : Black 13 : Robert
- 1955 : Room in the House : Jack Richards
- 1955 : Portrait of Alison (série télévisée) : Tim Forester
- 1956 : The Brain Machine : Dr Geoffrey Allen
- 1956 : It's Never Too Late : Charles Hammond
- 1957 : English Family Robinson (feuilleton TV)
- 1957 : At the Stroke of Nine : Frank
- 1957 : Sainte Jeanne (Saint Joan) : Captain La Hire
- 1957 : Lady of Vengeance : Insp. Madden
- 1958 : Next to No Time : Jerry Lane
- 1960 : Urge to Kill : Supt. Allen
- 1960 : Golden Girl (série télévisée) : John Baker
- 1961 : Countdown at Woomera (TV) : Gen. O'Connor
- 1962 : Alerte sur le Vaillant : Reverend Ellis
- 1962 : Le Jour le plus long (The Longest Day) : Group Capt. J.N. Stagg
- 1963 : On the Run : Sgt. Brent
- 1963 : Billy le menteur (Billy Liar) : Insp. MacDonald
- 1964 : Ring of Spies : Captain Warner
- 1967 : The Great Pony Raid : Col. Gore
- 1967 : Doctor Who épisode « The Moonbase » : Hobson
- 1969 : Guns in the Heather : Lord Boyne
- 1969 : The English Boy (TV)
- 1969 : The Vortex (TV) : David Lancaster
- 1972 : Le Rideau de la mort : Maj. Bell / Sir Arnold Gates
- 1974 : Dracula vit toujours à Londres (The Satanic Rites of Dracula) d'Alan Gibson : Lord Carradine
- 1974 : Flagellations (House of Whipcord) : Justice Bailey
- 1974 : Contre une poignée de diamants (The Black Windmill) : Gen. St. John
- 1975 : The Fight Against Slavery (feuilleton TV) : Col. Lawson
- 1975 : Days of Hope (feuilleton TV) : Mr. Harrington
- 1976 : The Molly Wopsies (série télévisée) : Farmer Brown
- 1979 : Telford's Change (série télévisée) : Max Fielding
- 1979 : La Grande Attaque du train d'or (The First Great Train Robbery) : Burke
- 1979 : Home Before Midnight : Judge
- 1980 : Les Yeux du mal (The Godsend) : Dr Collins
- 1982 : A Voyage Round My Father (TV) : Doctor
- 1983 : Octopussy : British Ambassador
- 1984 : Antigone (TV) : Chorus'